# Веремій В'ячеслав Васильович
В'ячесла́в Васи́льович Веремі́й (22 лютого 1980, Київ, УРСР — 19 лютого 2014, Київ, Україна) — український журналіст, який писав на київську міську тематику, кореспондент газети «Вести».
Убитий під час Євромайдану у центрі Києва в ніч проти 19 лютого 2014 «тітушками» через спробу сфотографувати їх. Разом з іншими загиблими під час Євромайдану, посмертно удостоєний звання Герой України.

## Біографія
Народився і все життя прожив у Києві. У 2003 році закінчив Інститут журналістики Київського національного університету імені Тараса Шевченка.
Після навчання в університеті почав працювати журналістом. Від 2005 і до закриття газети у 2011 році — журналіст видання «Газета по-киевски», де працював кореспондентом міських новин, зокрема, провів журналістське розслідування щодо будівництва резиденції Віктора Януковича «Межигір'я». Потому протягом півтора року, з жовтня 2011 до лютого 2013, працював на сайті Обозреватель, підготував 575 статей. Паралельно з роботою в «Обозреватель» дописував на сайт «Ukrainian iPhone», був редактором однієї з рубрик. На початку 2013 року перейшов на роботу в газету «Сегодня», і вже за кілька тижнів пішов звідти до редакції газети «Вести», яка тоді щойно відкрилася. За даними самої газети, у «Вестях» він був одним з провідних журналістів видання, писав на гострі соціальні теми, проводив журналістські розслідування.
Працюючи в «Газета по-киевски», В'ячеслав одружився з коректором цієї газети Світланою Кирилаш, у грудні 2009 в них народився син Максим.

## Євромайдан
Під час Євромайдану В'ячеслав не був учасником акцій, проте регулярно був на Майдані з редакційними завданнями з першого дня подій. Низка його матеріалів відображали редакційну політику газети «Вести» та були негативними щодо Євромайдану та європейської інтеграції.
19 січня 2014 року Веремій висвітлював протистояння на Грушевського. Під час бою біля його ніг розірвалася світлошумова граната «Терен-6», при вибуху розбилися окуляри В'ячеслава, й один з уламків влучив у ліве око. Його двічі прооперовано в Олександрівській лікарні, він сподівався, що зможе бачити обома очима. Лікарям довелося замінити кришталик, але вдалося зберегти око. Після виходу з лікарні ще три тижні Веремій провів удома на лікарняному.
18 лютого В'ячеслав уперше вийшов на роботу після лікування, попри те, що він практично не бачив на ліве око.. За порадою колег того дня він не ходив на Майдан, а працював в офісі. Через велику кількість подій того дня свіжий номер газети здавався пізно, і Веремій працював у редакції до опівночі.

## Вбивство
У ніч проти 19 лютого В'ячеслав із колегою їхав з роботи на таксі додому на лівий берег Києва. На розі Володимирської та Великої Житомирської він помітив озброєних «тітушок» в камуфляжі та масках та намагався їх сфотографувати з машини. Озброєні люди напали на автомобіль, почали його трощити, витягнули водія та пасажирів. Водієві та іншому пасажиру після побиття вдалося втекти, а Веремія з криками «Кого снимал? Зачем снимал?» (укр. Кого знімав? Нащо знімав?) побили, після чого вистрелили в спину. Присутні на місці працівники міліції не втручалися в події.
Веремія було доправлено до реанімації Київської лікарні швидкої допомоги, проте через втрату крові та травми близько шостої години ранку 19 лютого він помер під час операції.
Похований 21 лютого 2014 за день до свого 34-річчя на Лісовому кладовищі Києва. На похорон прийшло близько ста родичів та колег загиблого, а труну опустили в могилу під вигуки «Слава герою!» та звуки Гімну України. ОБСЄ назвала вбивство Веремія найгіршим актом насильства проти ЗМІ з грудня 2013 року.

### Розслідування
3 квітня 2014 року були оголошені результати розслідування МВС і ГПУ, згідно яких убивці Веремія були тітушки з Донбасу. Був затриманий один з убивць Веремія раніше судимий Юрій Крисін на прізвисько «Шрек», а організатором даного злочинного угруповання був екс-керівник медіа-холдингу «Контакт» Віталій Зубрицький. Згодом слідство встановило, що Крисін начебто «не завдавав панові Веремію смертельних ударів», тому зловмисника було відпущено під домашній арешт з підпискою про невиїзд.
13 червня 2014 року було озвучено ім'я підрозрюваного у вбивстві — Джалал Алієв на прізвисько «Діма Дагестанець», один з поплічників Юри Єнакіївського.
У річницю загибелі, 18 лютого 2015 року, Алієв подзвонив у редакцію видання «Вести», заявивши що не убивав В'ячеслава Веремія, і що воює у лавах бойовиків ДНР.
У лютому 2015 року Генеральний Прокурор України Віталій Ярема заявив: «Під керівництвом міністра внутрішніх справ Віталія Захарченка, а також керівника служби тилового забезпечення Павла Зінова, безпосередньо через помічника народного депутата України Юрія Іванющенка Армена Саркісяна була створена злочинна організація, перед якою було завдання не пускати мітингувальників Майдану, щоб вони не піднімалися по вулиці Михайлівській, і представники цієї злочинної організації розстрілювали мітингувальників впритул». Екс-командир київського відділення «Беркут» Сергій Кусюк віддав наказ командиру роти спеціального призначення Дмитру Садовникову озброїти особовий склад роти та застосувати проти учасників протестів вогнепальну зброю.
24 лютого 2015 року Петро Порошенко в ефірі «5 каналу» повідомив, що вбивця Веремія затриманий. 18 вересня 2015 року начальник управління спеціальних розслідувань Головного слідчого управління Генеральної прокуратури Сергій Горбатюк повідомив, що вбивцею Веремія є чоловік на ім'я Джалал Алієв.
За даними волонтера Володимира Рубана, безпосередній убивця Веремія, 55-річний Джалал Алієв на прізвисько «Діма Дагестанець», після Майдану воював на боці бойовиків ДНР і був убитий у Горлівці 7 липня 2015 року.
10 вересня 2019 року Верховний суд виніс вирок для Юрія Крисіна у справі про вбивство Веремія, залишивши чинним вирок про позбавлення волі на 5 років.
9 серпня 2021 року Шевченківський суд відпустив Павла Бялая, підозрюваного у вбивстві Веремія, з-під варти під домашній арешт. За версією слідства, Павло Бялай є правою рукою Юрія Крисіна.

## Вшанування пам'яті
23 травня 2014 на будинку школи № 270 в Києві, де навчався В'ячеслав, встановлено меморіальну дошку.
На початку квітня 2014 року голова КМДА Володимир Бондаренко запропонував перейменувати вулицю Каштанову (на якій проживав журналіст) на Троєщині в Києві на честь В'ячеслава Веремія. У червні 2015 року КМДА запропонувала перейменувати вулицю Ілліча у Дарницькому районі на честь В'ячеслава Веремія, але більшість учасників громадського обговорення (62 %) виступили проти цієї ініціативи.

16 вересня 2015, в неофіційний День пам'яті загиблих українських журналістів, в Інституті журналістики Київського національного університету імені Тараса Шевченка відкрито пам'ятну дошку на честь випускника вишу В'ячеслава Веремія — у приміщенні лекційної аудиторії № 22, якій надано його ім'я.

### Нагороди
- Звання Герой України з удостоєнням ордена «Золота Зірка» (21 листопада 2014, посмертно) — «за громадянську мужність, патріотизм, героїчне відстоювання конституційних засад демократії, прав і свобод людини, самовіддане служіння Українському народу, виявлені під час Революції гідності».[41]
- Медаль «За жертовність і любов до України» УПЦ КП (червень 2015, посмертно)[42]

## Книги
Веремій В'ячеслав. Правда життя журналіста: спогади, статті, художні твори, світлини / упоряд. К.А.Веремій. - Київ: Криниця, 2018. - 352 с.: портр.; іл.